# 马伟志
马伟志（1930年—2024年4月14日），黑龙江穆棱人。中国人民解放军中将。

## 生平
1945年，其参加东北人民自治军，曾任东北野战军纵队参谋、团作战股股长，参加了辽沈、平津战役。后任中国人民志愿军师作战训练科科长、副团长兼参谋长、军作战训练处副处长。之后历任中国人民解放军团长、师参谋长、师长、军长，兰州军区副司令员，济南军区副司令员、后兼参谋长，国防大学副校长。1955年，荣获三级解放勋章。1988年，授予中国人民解放军中将军衔。